# Schmetterlingsschwimmen

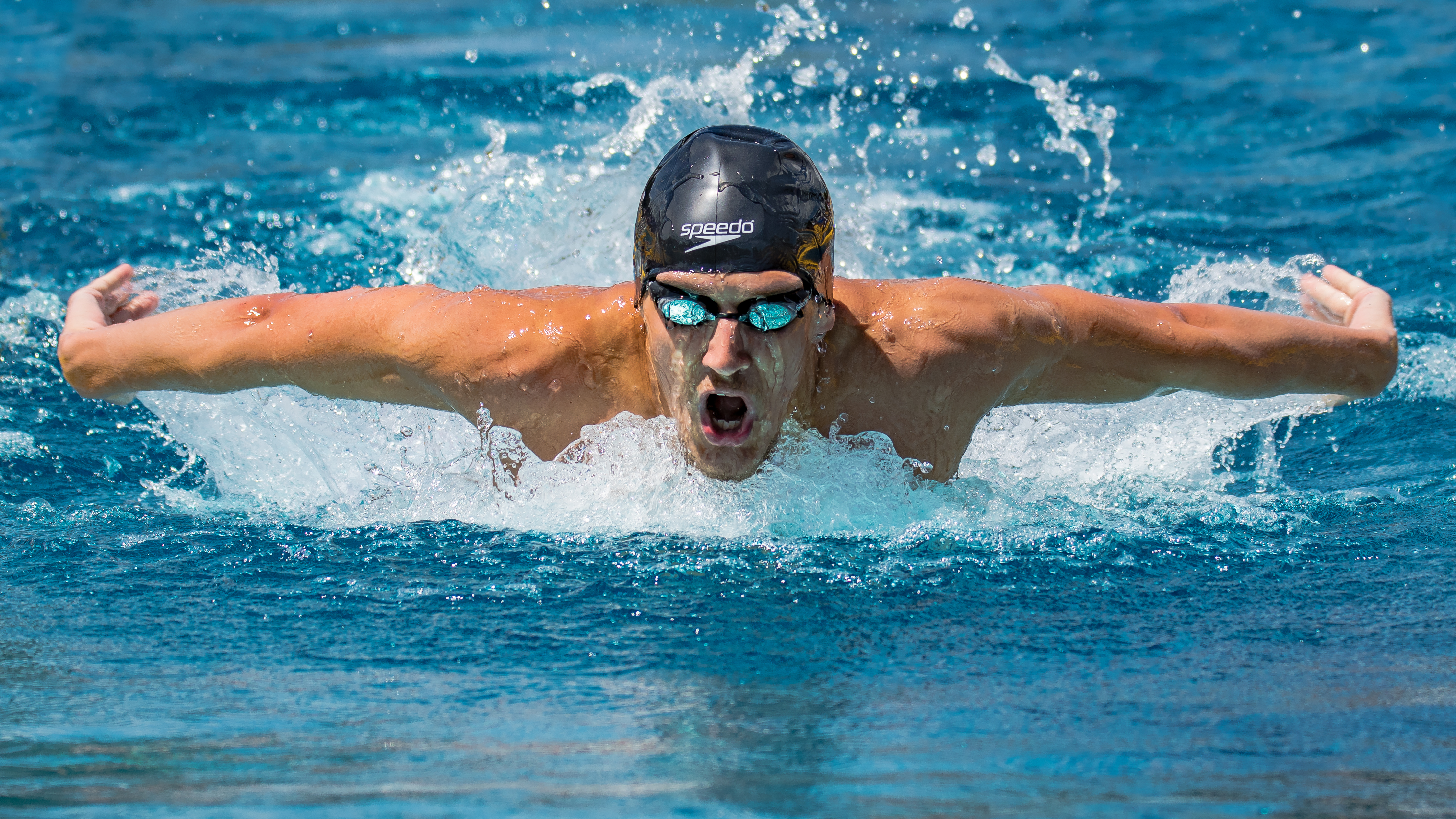
Schmetterlingsschwimmen

Das Schmetterlingsschwimmen, auch Butterfly oder Delfin, ist eine Schwimmtechnik. Sie wurde vom Weltschwimmverband 1953 als vierte offizielle Schwimmart anerkannt. Die FINA sah sich zu diesem Schritt gezwungen, um eine eindeutige Differenzierung zum traditionellen Brustschwimmen vorzunehmen.

Bewegungsablauf Frontsicht
Bewegungsablauf Draufsicht

## Geschichte
In den 1930er Jahren entwickelte David Armbruster, Trainer an der University of Iowa, das Schmetterlingsschwimmen aus der Brustschwimmtechnik. Durch das Nachvornebringen der Arme über dem Wasser reduzierten innovative Brustschwimmer ihren Wasserwiderstand. Wegen des erhöhten Kraftaufwands schwammen diese Schwimmer meist nur einige Meter oder eine Bahn in der Schmetterlingstechnik und wechselten dann zur üblichen Brustschwimmtechnik. Erst durch die weitere Verfeinerung der Technik wurde das Schmetterlingsschwimmen ökonomischer.
Beim Armzug werden beide Arme gleichzeitig mit einer leicht S-förmig ziehenden Bewegung, dem sogenannten Schlüssellochzug, unter Wasser von vorn nach hinten geführt und dann gerade wieder über den Kopf nach vorn gebracht. Es wird normalerweise alle zwei Züge nach vorne geatmet. Die Beine wurden ursprünglich im Grätschschlag bewegt, daraus entwickelte sich später eine Ganzkörper-Wellenbewegung (Undulation), die sich vom Brustkorb an bis in die Füße fortsetzt. Pro Armzug werden zwei Beinschläge ausgeführt. Der zweite ist hierbei kräftiger als der erste.
Das Schmetterlingsschwimmen gilt nach dem Kraulschwimmen als die zweitschnellste Schwimmart. Bei Wettkämpfen wird es in den Distanzen 50 m, 100 m und 200 m absolviert. 

## Bezeichnung
Mit der Einführung des geschlossenen Beinschlags wurde diese Schwimmart jahrzehntelang als Delfintechnik bezeichnet, während man unter der Schmetterlingstechnik weiterhin die Verwendung des Brustbeinschlags verstand. Der Brustbeinschlag ist seit einigen Jahren nicht mehr regelkonform. Aufgrund internationaler Bezeichnungen wird die Schwimmlage weltweit nun Butterfly (oft auch abgekürzt zu Fly) genannt und heißt deshalb auf Deutsch offiziell Schmetterling.
Ungeachtet der Tatsache, dass die offizielle Bezeichnung im Deutschen, speziell auch in der Sportberichterstattung, Schmetterling ist, ist unter Schwimmsportlern die Bezeichnung Delphin üblich. Typischerweise wird dabei der Begriff für die Schwimmart – im Gegensatz zur Bezeichnung für das Tier – auf der ersten Silbe betont. Ebenfalls oft genutzt wird die Bezeichnung Schmett als Kurzform für "Schmetterling".

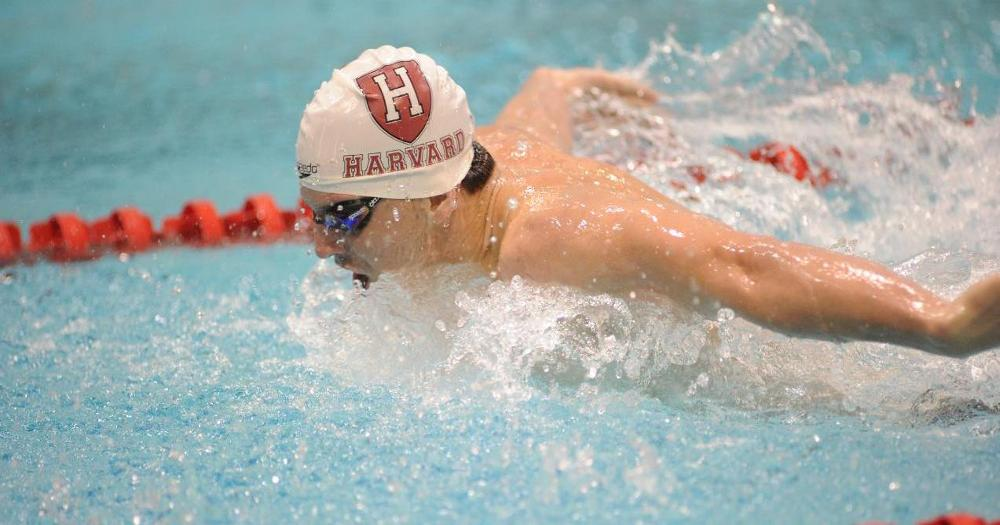
Ende des Armzugs; Sicht von der Seite
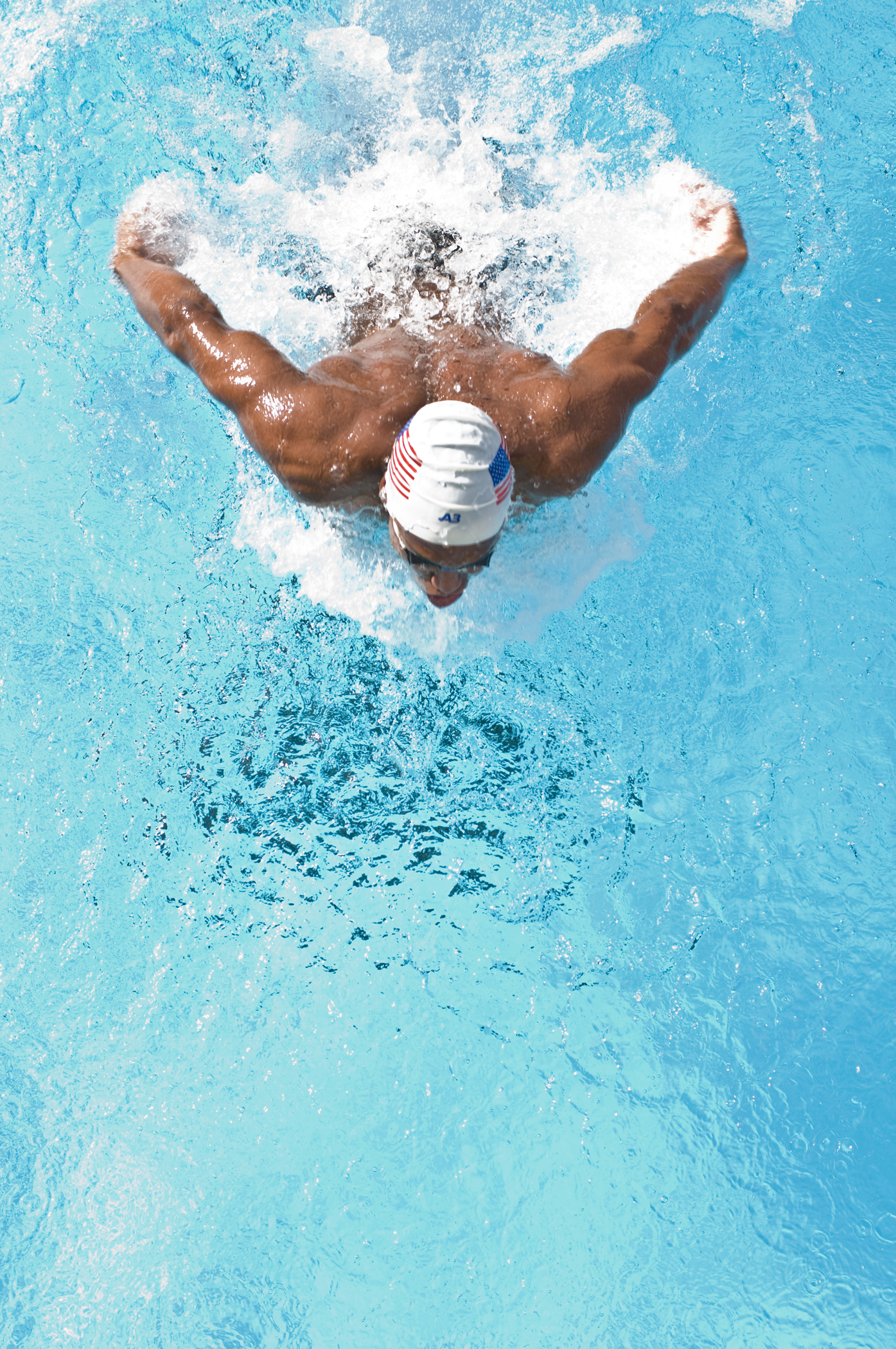
Sicht von oben
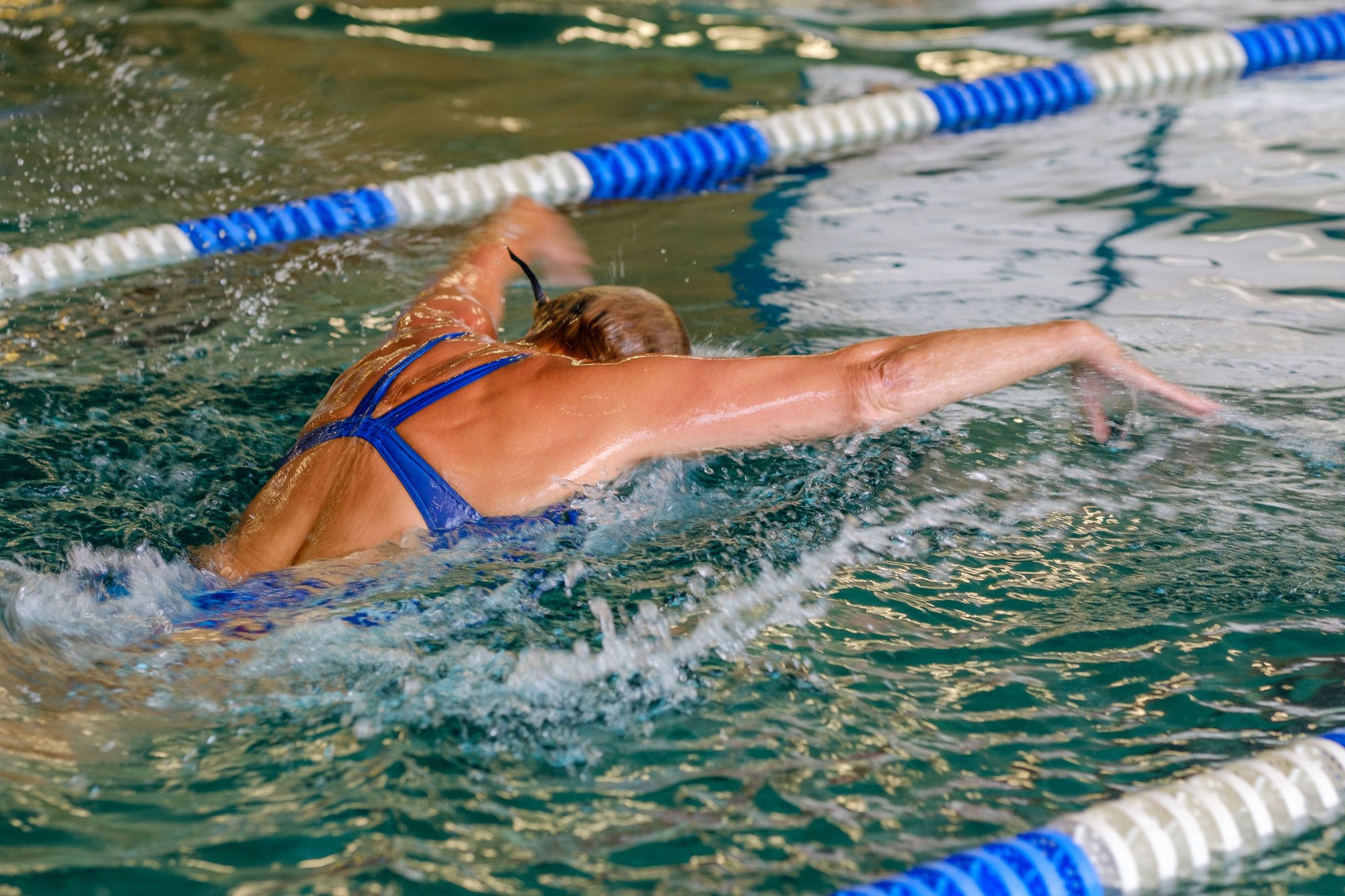
Kurz vor dem Eintauchen; Sicht von hinten

## Wettkampfregeln
Die Regeln der FINA bestimmen, dass von Beginn des ersten Armzuges nach dem Start und nach jeder Wende der Körper in Brustlage gehalten werden muss und beide Schultern mit der Wasseroberfläche in einer Linie liegen müssen. Beinschläge unter Wasser zur Seite sind erlaubt. Eine Bewegung der Beine in der waagerechten Ebene (Brustbeinschlag) ist nicht zulässig. Nach dem Start und nach jeder Wende darf ein Schwimmer mehrere Beinschläge und einen Armzug unter Wasser ausführen, die ihn an die Wasseroberfläche bringen müssen. Dem Schwimmer ist es erlaubt, nach dem Start und nach jeder Wende bis zu 15 m völlig untergetaucht zurückzulegen. An diesem Punkt muss der Kopf die Wasseroberfläche durchbrochen haben. Der Schwimmer muss bis zur nächsten Wende oder bis zum Ziel an der Wasseroberfläche bleiben.
Beide Arme müssen sowohl nach hinten als auch nach vorn gleichzeitig unter bzw. über Wasser bewegt werden. Alle Bewegungen der Füße und Beine müssen gleichzeitig ausgeführt werden; gleichzeitige Auf- und Abwärtsbewegungen der Füße und Beine in senkrechter Richtung sind erlaubt. Die Füße und Beine brauchen nicht auf gleicher Ebene zu sein, aber wechselseitige Bewegungen (Kraulbeinschlag) sind nicht erlaubt. Eine Brustbeinschlagbewegung ist nicht mehr zulässig, außer in explizit ausgewiesenen Masters-Wettkämpfen für Schwimmer mit einem Mindestalter von 20 Jahren. Bei jeder Wende und am Ziel muss der Schwimmer mit beiden Händen gleichzeitig anschlagen.